# Peperomia arenillasensis
Peperomia arenillasensis là một loài của thực vật thuộc họ Piperaceae. Đây là loài đặc hữu của Ecuador.